# Чистов, Кирилл Васильевич
Кири́лл Васи́льевич Чисто́в (20 ноября 1919, Детское Село, Петроградская губерния — 29 октября 2007, Санкт-Петербург) — советский и российский фольклорист и этнограф. Доктор исторических наук, профессор, член-корреспондент РАН.

## Биография
Родился в г. Детское Село Петроградской губернии (ныне г. Пушкин). В 1937—1941 годах учился на филологическом факультете Ленинградского государственного университета. В 1941 году добровольцем ушёл в партизанский батальон.
В 1940—1950-е годы К. В. Чистов сыграл видную роль в организации этнографии и фольклористики, создав соответствующие отделы в составе Карело-Финской научно-исследовательской базы Академии наук СССР (ныне — Карельский научный центр РАН).
С 1961 по 1990 год он руководил крупнейшим в составе Института этнографии имени Н. Н. Миклухо-Маклая АН СССР Отделом восточно-славянской этнографии.
В 1980—1991 годах был главным редактором журнала «Советская этнография» (ныне — «Этнографическое обозрение»).
В 1966 году в Институте этнографии им. Н. Н. Миклухо-Маклая АН СССР защитил диссертацию на соискание учёной степени доктора исторических наук по теме «Русские народные социально-утопические легенды XVII-XIX вв.».
29 декабря 1981 года был избран членом-корреспондентом Академии наук СССР (с 1991 г. — Российской академии наук) по Отделению истории по специальности «этнография».
К. В. Чистов в 1948—1960 годах организовывал и возглавлял многочисленные научные экспедиции по изучению народной (крестьянской) культуры Русского Севера, русско-карельских и русско-финских фольклорных и культурных связей. Читал курсы лекций в Московском государственном университете, Петрозаводском государственном педагогическом институте, более 25 лет преподавал в Ленинградском государственном университете.
Член диссертационных советов Музея антропологии и этнографии им. Петра Великого (Кунсткамера) РАН, Института русской литературы РАН.
К. В. Чистов — автор таких книг, как «Русские народные социально-утопические легенды XVII—XIX веков» (1967), «Народные традиции и фольклор» (1986), «Ирина Андреевна Федосова» (1988), «Русская народная утопия» (2003), а также многочисленных работ по истории и теории фольклора, этнографии русского Севера. К 2004 г. вышли в свет около 570 его публикаций, в том числе 17 книг (7 из них изданы в последние годы). Под редакцией К. В. Чистова было издано несколько десятков книг, в том числе фундаментальные публикации в сериях «Народы мира», «Очерки общей этнографии», «Страны и народы», «Русский Север», «Этнография славян» и др., изданы труды классиков русской этнографии.
Выдающийся учёный-этнограф и фольклорист, сыгравший значительную роль в развитии этнографии русского и других славянских народов. Один из крупнейших специалистов по народным причитаниям. Труды К. В. Чистова сыграли значительную роль в развитии теории и истории этнографии и фольклористики, стимулировали возникновение целого научного направления. Его работы пользуются известностью и переводились на английский, немецкий, французский, испанский, венгерский, финский, японский, многие славянские и другие языки.
В 1970—1990 годах К. В. Чистов был избран почётным членом польского, венгерского, австрийского и двух финских научных обществ. С 1974 по 1986 год был вице-президентом Международного общества фольклористов. В 1999 год избран действительным членом Академии гуманитарных наук.
Сын — антрополог Ю. К. Чистов.
Скончался на 88-м году жизни 29 октября 2007 года после продолжительной болезни.

## Награды и звания
Награждён медалью «За боевые заслуги», орденами «Знак Почёта» и Отечественной войны II степени, медалью университета Хельсинки «Архип Перттунен». Лауреат Государственной премии СССР (1981). Заслуженный деятель науки Карельской АССР (1989). Почётная грамота Республики Карелия (1999).

## Важнейшие публикации
- «Калевала» — великий эпос карело-финского народа. — Петрозаводск.: Институт истории, языка и литературы, 1949.
- Русские народные социально-утопические легенды XVII—XVIII вв. М., 1967. 341 с.
- Причитания Северного края, собранные Е. В. Барсовым. Т.I-II. СПб.: Наука, 1997.
- Чистов К. В. Преодоление рабства. Фольклор и язык «остарбайтеров» 1942—1944. М.: Звенья, 1998.
- Fliege, mein Briefchen, von Westen nach Osten. Auszüge aus Briefen russischer, ukrainischer und weissrussischer Zwangsarbeiterinnen und Zwangsarbeiter 1942—1944. Verlag P. Lang, Bern-Frankfurt a. Main, 1998.
- Der gute Zar und das ferne Land. Russische sozial-utopische Volkslegenden des 17.-19 Jahrhunderts. Verlag Wasmann, München, 1998 (перевод книги «Русские народные социально-утопические легенды XVII—XIX вв.» на немецкий язык под ред. проф. Д. Буркхарта).
- Кирилл Васильевич Чистов: Библиографический указатель. СПб, 2001.
- Русская народная утопия (генезис и функции социально-утопических легенд). СПб., 2003.
- Фольклор. Текст. Традиция. М.: ОГИ, 2005, 272 с. 2 000 экз. ISBN 5-94282-299-9